# Groene kitta
De groene kitta (Cissa chinensis) is een zangvogel uit de familie van de kraaiachtigen (Corvidae). 

## Kenmerken
De groene kitta is met 34 tot 38 cm. ongeveer even groot als de gaai (Garrulus glandarius). De vogel is overwegend felgroen gekleurd, de onderzijde is lichter van kleur, maar niet geel. Er loopt een brede zwarte streep van over de ogen naar de nek. Zijn vleugels zijn roodachtig kastanjebruin. De staart is relatief lang (gemiddeld 18,5 cm). 

## Leefwijze
De groene kitta voedt zich zowel op de grond als in de bomen. Hij eet verscheidene ongewervelden, kleine reptielen, kleine zoogdieren (zoals muizen), jonge vogels en eieren. Het is ook een aaseter, die vlees van kadavers eet. De groene kitta bouwt zijn nest in een boom of een dichte struik. In het nest worden vier tot zes eieren gelegd.

## Verspreiding en leefgebied
Het verspreidingsgebied reikt van de lagere regio’s van de Himalaya in het noordoosten van India tot in Midden-Thailand, Maleisië, Sumatra en Borneo.
Binnen dit gebied worden vijf ondersoorten onderscheiden:
- C. c. chinensis (Boddaert, 1783): van de Himalaya tot zuidelijk China, noorden van Indochina, Thailand en Myanmar.
- C. c. klossi Delacour & Jabouille, 1924: midden Indochina.
- C. c. margaritae Robinson & Kloss, 1919: zuidelijk Vietnam.
- C. c. robinsoni Ogilvie-Grant, 1906: Malakka.
- C. c. minor Cabanis, 1851: Sumatra en Borneo.

De groene kitta leeft in tropisch regenwoud en secondair loofbos, montaan bos en struikgewas tot op 1800 m boven de zeespiegel.gebieden (die het hele jaar door groen blijven) en tussen het struikgewas.

## Status
De groene kitta heeft een groot verspreidingsgebied en daardoor alleen al is de kans op uitsterven gering. De grootte van de populatie is niet gekwantificeerd. De vogel is in sommige gebieden ,zoals Borneo, betrekkelijk schaars, maar elders weer algemeen. Er is geen aanleiding te veronderstellen dat de soort in aantal achteruit gaat. Om deze redenen staat deze kitta als niet bedreigd op de Rode Lijst van de IUCN.